# Shila Diza
Shila Diza is een stad met 13.000 inwoners. Het ligt in de provincie Duhok in Iraaks-Koerdistan.
De stad kent twee wegen; één naar Amediye en één richting Barzan.